# Dark pool
Een dark pool is een methodiek om grote pakketten aandelen te verhandelen zonder dat dit de prijs beïnvloedt.
Bij normale handel op de effectenbeurs wordt alle informatie over transacties, biedingen en offers rechtstreeks en op continue basis gepubliceerd. Dark pools maken geen gegevens bekend over orders in het systeem, en maken slechts op gezette tijden (zoals eenmaal per dag) bekend aan de koper en verkoper wat ze verhandelen en tegen welke prijs. Aan de buitenwereld wordt niet bekendgemaakt welke transacties er gedaan worden, of indien wettelijk noodzakelijk slechts zo laat en zo summier mogelijk. Hierdoor hebben deze transacties weinig invloed op de prijs van het aandeel in de openbare markt. De toegang tot dark pools is beperkt tot institutionele partijen zoals pensioenfondsen. De naam dark pool komt van het feit dat degene die een order opgeeft geen idee heeft of er een tegenpartij zal zijn en zo ja op welk prijsniveau deze ligt en voor welk volume. De opdracht wordt opgegeven in het "donker", en men moet maar afwachten wat het resultaat zal zijn.

## Huidige dark pools
In de Verenigde Staten bestaan ongeveer vijftig dark pools, meestal in handen van brokers zoals Credit Suisse en Morgan Stanley. Ook de verschillende beurzen zoals de Nasdaq bieden dark pool-mogelijkheden aan. Veruit de grootste dark pool is in handen van Goldman Sachs. In Europa worden minder dark pool-handelsmogelijkheden aangeboden. "Baikal" was oorspronkelijk een joint venture tussen de London Stock Exchange en Lehman Brothers tot september 2008. Ook nieuwe beurzen zoals Chi-X en Turquoise hebben plannen om dark pools aan te bieden. Euronext heeft de introductie van haar initiatief, SmartPool, door de kredietcrisis uitgesteld. De Deutsche Börse heeft in november 2008 als eerste Europese beurs met Xetra Midpoint een dark pool gelanceerd

## Alternatieven voor dark pools
Er zijn verschillende alternatieven om anoniem grote pakketten aandelen te verhandelen, in de eerste plaats de "iceberg-order". Hierbij blijft de omvang van een koop- of verkoopopdracht verhuld. Andere participanten op de beurs zien maar een klein deel van de opdracht, die continu ververst wordt bij elke deeluitvoering. Het nadeel is dat handelaren het snel in de gaten hebben als er een iceberg-order in het boek ligt.
Het alternatief is de opdracht telefonisch te laten afhandelen door een broker, het zogenoemde "voice brokerage". De broker belt voor de klant andere partijen op om hen te interesseren voor de transactie. Het nadeel is een aanmerkelijk risico dat dit snel uitlekt en de koers zal beïnvloeden.